# Perdita thermophila
Perdita thermophila är en biart som beskrevs av Timberlake 1962. Perdita thermophila ingår i släktet Perdita och familjen grävbin. Inga underarter finns listade i Catalogue of Life.